# Rhytiodus microlepis
Rhytiodus microlepis är en fiskart som beskrevs av Kner, 1858. Rhytiodus microlepis ingår i släktet Rhytiodus och familjen Anostomidae. Inga underarter finns listade i Catalogue of Life.